# Brockhaus Enzyklopädie

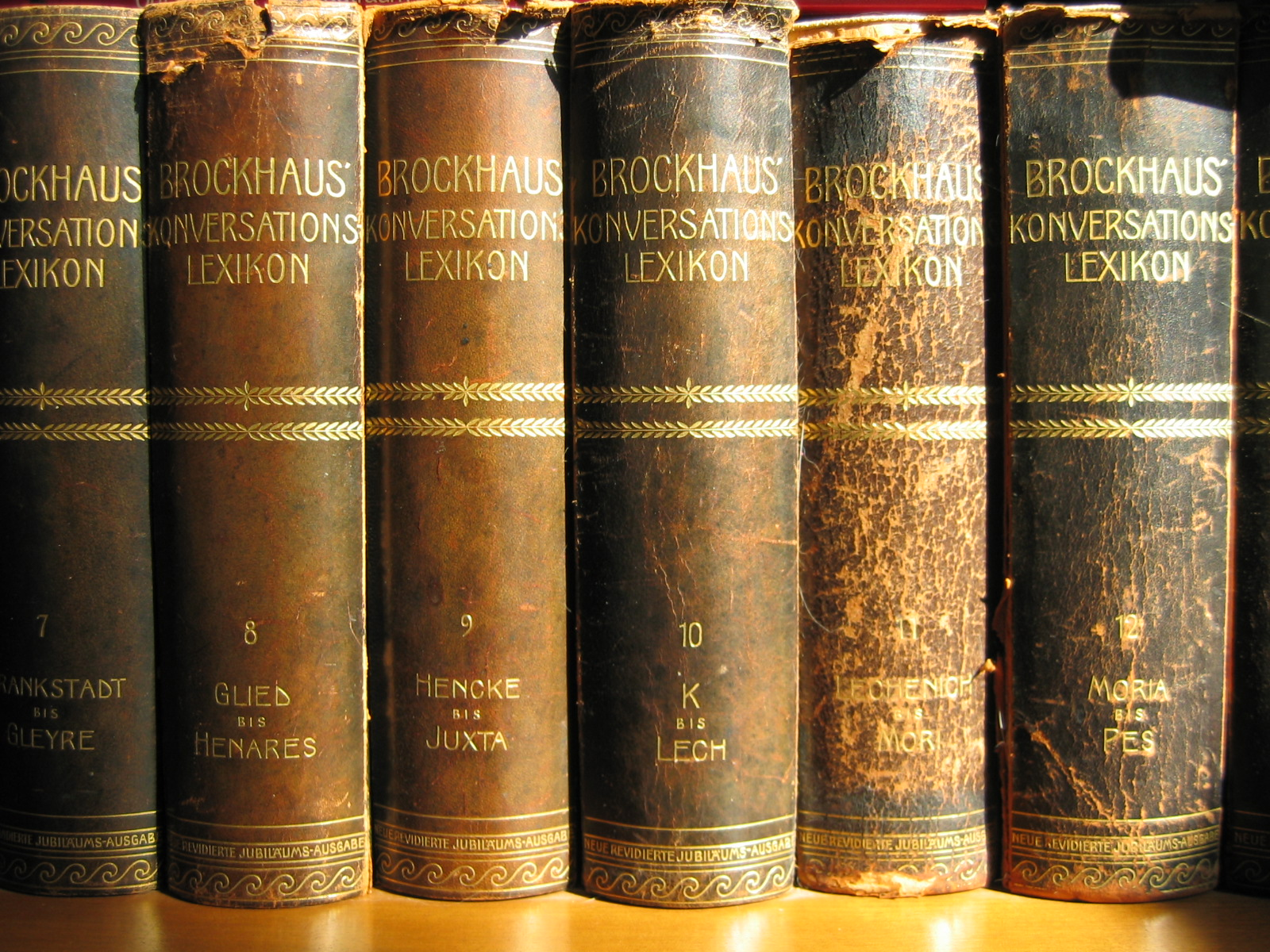
Brockhaus Konversations-Lexikon, 1902

A Brockhaus Enzyklopädie é uma enciclopédia alemã publicada pela Brockhaus.
A primeira edição teve origem na Conversations-Lexikon mit vorzüglicher Rücksicht auf die gegenwärtigen Zeiten por Renatus Gotthelf Lobel e Christian Wilhelm Franke, publicada em Leipzig 1796-1808. Paralela a outras enciclopédias do século XVIII, ela foi sendo ampliada para além de publicações anteriores, num esforço para tornar-se global. Este Lexikon incluia geografia, história, biografias e, em parte, um pouco de mitologia, filosofia, história natural, e assim por diante.
Desde 2004, a 21.ª edição continha cerca de 300.000 entradas em 24.000 páginas, com cerca de 35.000 mapas, gráficos e tabelas. É a maior enciclopédia em língua alemã impressa no século XXI. Em Fevereiro de 2008, Brockhaus disse que talvez nunca mais publicaria uma edição impressa. Uma edição digital da Brockhaus Enzyklopädie está disponível sob o nome Brockhaus Multimedial Premium, que é semelhante ao Microsoft Encarta.

## História
Em 1808, os direitos para a publicação foram comprados por Friedrich Arnold Brockhaus, que pagou 1.800 Thalers. Treze edições foram emitidas durante o século XIX. Os artigos, frequentemente, muito breves, foram considerados excelentes e confiáveis, especialmente sobre assuntos alemães, dando as melhores referências de livros, e incluindo biografias de pessoas ainda vivas.

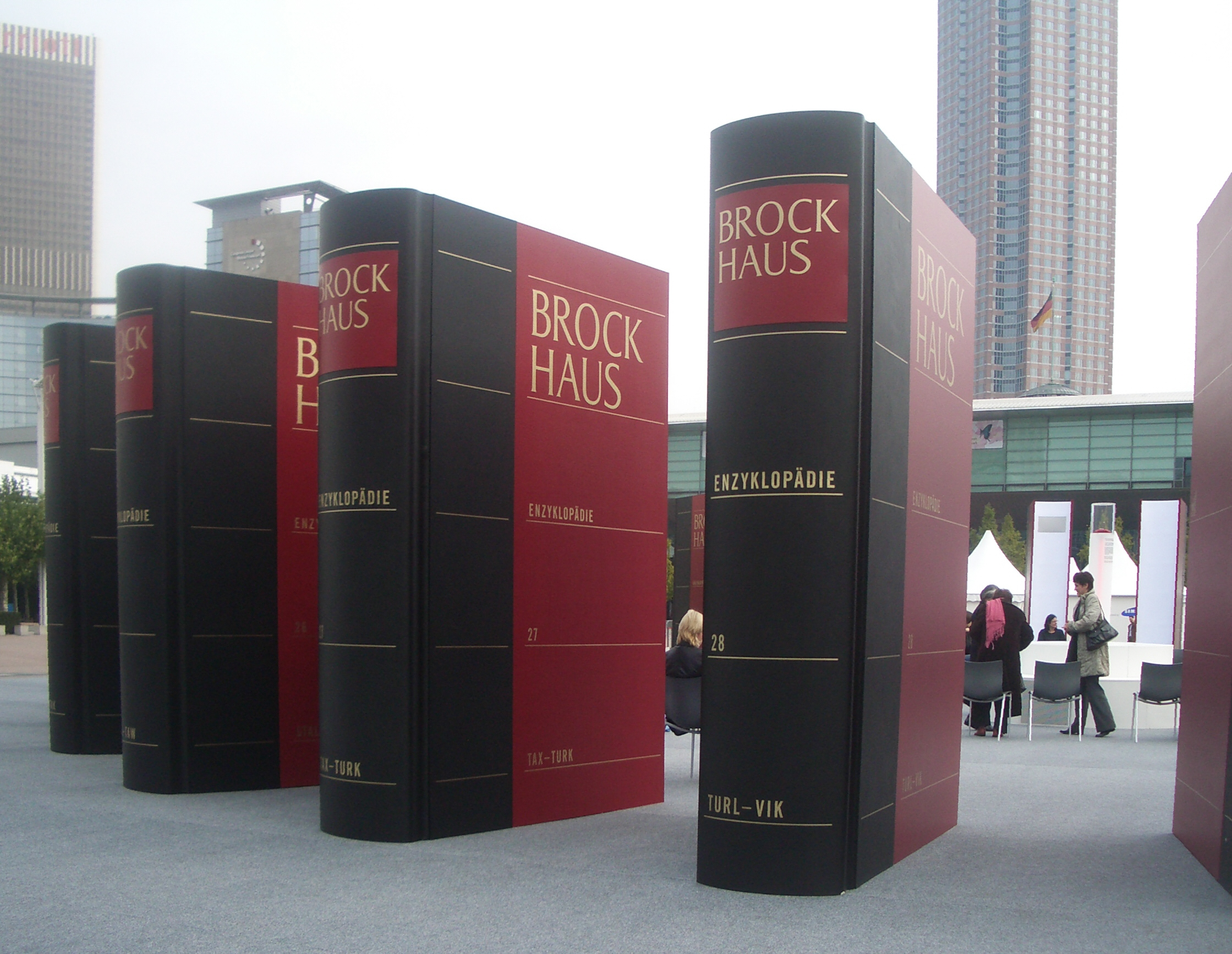
Brockhaus na Feira do Livro de Frankfurt em 2005.

Inicialmente o nome da enciclopédia Konversationslexikon ou Allgemeine Deutsche Real-Encyklopädie für die gebildeten Stände permaneceram, apenas com a 13.ª edição teve o nome Brockhaus a aparecer no título, e a presente edição é intitulada Brockhaus Enzyklopädie.
Christian Wilhelm Franke terminou o volume VI da publicação em Leipzig até dezembro de 1808, bem como os já projetados 2 volumes até 1811. Brockhaus editou a 2.ª edição (1812-1819, 10 vols.), e, quando o volume IV foi publicado, a 3.ª (1814-1819). Dr. Ludwig Ham assistiu nas 4.ª e 5.ª edições até ele deixou Leipzig, em Abril de 1820, quando o Professor FC Hasse tomou o seu lugar. Brockhaus morreu em 1823, e os seus dois filhos mais velhos, em conjunto com Friedrich Heinrich, editaram a 6.ª edição com a assistência de Hasse, em Setembro de 1823. Hasse editou a 7.ª edição. Dr. Karl August Espe editou as 8.ª e 9.ª edições.
O Dr. August Kurtzel, auxiliado por Oskar Pilz, editou a 10.ª edição, assistido por Heinrich Edward Brockhaus, e Heinrich Rudolf Brockhaus, o filho mais novo, assistiu na 11.ª edição. Kurtzel faleceu em 24 de abril de 1871, e o único editor era Pilz até Março de 1872, quando o Dr. Gustav Stockmann entrou, ficando sozinho a partir de abril até o Dr. Karl Wippermann se juntar a ele, em Outubro.
Em 13 de fevereiro de 2008, Brockhaus anunciou que iria mudar o seu negócio, a partir de 15 de abril de 2008, para a Internet, devido à decepcionante venda da 21.ª edição da Brockhaus Enzyklopädie, fazendo conteúdo da enciclopédia para formato online. A empresa está atenta aos lucros da publicidade na Internet para ajudar a publicação.

## Impacto
"Nenhuma obra de referência tem sido tão útil e bem sucedida, ou, mais frequentemente copiada, imitada e traduzida, do que a conhecida como a Conversations-Lexikon de Brockhaus", escreveu em 1911 a Encyclopædia Britannica. O trabalho foi concebido, não para uso científico, mas também para promover a melhoria inteletual geral, para uma investigação e descoberta de uma forma simples e popular, sem detalhes. Este formato, em contraste com a Encyclopædia Britannica, foi amplamente imitado nos finais do século XIX, em enciclopédias na Grã-Bretanha e nos Estados Unidos. A sétima edição da Conversations-Lexikon  formaram a base da Encyclopedia Americana (1829-1833), a primeira enciclopédia americana com algum significado.

## Historial de edições
| - 1.ª (1796-1808) - 2.ª (1812-1819) - 3.ª (1814-1815) - 4.ª (1817-1819) - 5.ª (1819-1820) - 6.ª (1824) - 7.ª (1827) - 8.ª (1833-1837) - 9.ª (1843-1848) - 10.ª (1851-1855) - 11.ª (1864-1868) | - 12.ª (1875-1879) - 13.ª (1882-1887) Brockhaus Conversas-Lexikon - 14.ª (1892-1895) Brockhaus Konversations-Lexikon - 15.ª (1928-1935) Der Große Brockhaus - 16.ª (1952-1957) Der Große Brockhaus - 17.ª (1966-1974) Brockhaus Enzyklopädie - 18.ª (1977-1981) Der Große Brockhaus - 19.ª (1986-1994) Brockhaus Enzyklopädie - 20.ª (1996-1999) Die Brockhaus Enzyklopädie - 21.ª (2005-2006) Brockhaus Enzyklopädie - (2007) Edição Especial da 21.ª edição, com design por Armin Mueller-Stahl. |